# Isaiah Collier
Isaiah Jaden Collier (Atlanta, 8 de outubro de 2004) é um jogador norte-americano de basquete profissional que atualmente joga no Utah Jazz da National Basketball Association (NBA).
Ele jogou basquete universitário pela USC e foi selecionado pelo Jazz como a 29º escolha geral no draft da NBA de 2024.

## Primeiros anos
Collier cresceu em Marietta, Geórgia, e estudou na Wheeler High School. Em seu terceiro ano, Collier teve médias de 18 pontos, sete rebotes, sete assistências e dois roubos de bola. Ele sofreu uma lesão no menisco do joelho enquanto participava de treinos da Seleção Americana Sub-18 em maio de 2022. Em seu último ano, Collier teve médias de 19,6 pontos, 6,8 assistências, 5,5 rebotes e 2,2 roubos de bola.

Collier foi selecionado para jogar no McDonald's All-American Boys Game de 2023 durante seu último ano. Collier foi nomeado Mr. Basketball da Geórgia.
Collier foi um recruta de cinco estrelas consensual e um dos melhores jogadores da classe de 2023, de acordo com os principais serviços de recrutamento. Ele foi classificado como o prospecto geral número um para a classe de 2023 pela ESPN e Rivals. Em 16 de novembro de 2022, Collier se comprometeu a jogar basquete universitário pela USC após considerar ofertas de Cincinnati, Michigan e UCLA.

## Carreira universitária
Collier se matriculou na Universidade do Sul da Califórnia em junho de 2023. Ele foi titular na abertura da temporada contra Kansas State e registrou 18 pontos, três rebotes e seis assistências antes de sair do jogo.
Em sua única temporada em USC, Collier teve médias de 16,3 pontos, 4,3 assistências e 1,5 roubos de bola. Em 10 de abril de 2024, ele se declarou para o draft da NBA de 2024, abrindo mão de sua elegibilidade universitária restante.

## Carreira profissional

### Utah Jazz (2024–Presente)
Em 26 de junho de 2024, Collier foi selecionado pelo Utah Jazz como a 29ª escolha geral no draft da NBA de 2024 e em 2 de julho, ele assinou um contrato de 4 anos e US$12.9 milhões com o Jazz. Ao longo de sua temporada de estreia, ele foi designado várias vezes para o Salt Lake City Stars da G-League.

## Estatísticas da carreira

### Universidade
| Ano     | Equipe | PJ | PT | MPJ  | AP   | 3P   | LL   | RT  | AS  | BR  | TO | PPJ  |
| ------- | ------ | -- | -- | ---- | ---- | ---- | ---- | --- | --- | --- | -- | ---- |
| 2023–24 | USC    | 27 | 26 | 30.0 | .490 | .338 | .673 | 2.9 | 4.3 | 1.5 | .2 | 16.3 |